# ユレ・マティアシッチ
ユレ・マティアシッチ（Jure Matjašič 、1992年5月31日 - ）は、スロベニア・マリボル出身のプロサッカー選手。NKアルミニイ所属。ポジションは、ミッドフィールダー。